# Wilhelm Blasius
Wilhelm August Heinrich Blasius (ur. 5 lipca 1845 w Brunszwiku, zm. 31 maja 1912 tamże) – niemiecki ornitolog.

## Życiorys
Wilhelm Blasius urodził się 5 lipca 1845 w Brunszwiku jako drugi syn zoologa Johanna Heinricha Blasiusa. Studiował medycynę – w 1868 roku został lekarzem. Podczas studiów zdobywał również wiedzę z zakresu nauk przyrodniczych, botaniki i zoologii. W 1871 roku objął pełnione wcześniej przez ojca stanowiska dyrektora Muzeum Historii Naturalnej oraz dyrektora ogrodu botanicznego w Brunszwiku. W 1872 roku został profesorem zoologii i botaniki na Uniwersytecie Technicznym w Brunszwiku (Collegium Carolinum). W latach 1891–1896 pełnił funkcje rektora i prorektora Collegium Carolinum. Członek korespondencyjny Amerykańskiej Unii Ornitologicznej (ang. American Ornithologists' Union).
Jego praca naukowa skupiała się na zagadnieniach z zakresu ornitologii.